# Pražská paroplavební společnost
Pražská paroplavební společnost, a.s. má dlouholetou tradici v oblasti osobní vodní dopravy. Byla založena roku 1865 primátorem Františkem Dittrichem a patří tak mezi jednu z nejdéle fungujících ryze českých společností. Provozuje osobní vodní dopravu zejména na dolní Vltavě. Je tradičním dopravcem v linkové lodní dopravě, ale provozuje i vyhlídkové a objednané plavby.

## Historie
Významnou osobností, která stála u zrodu Pražské paroplavební společnosti v roce 1865, byl František Dittrich, pozdější purkmistr (starosta). PPS byla založena jako ryze český podnik. Nebyl to ovšem pouze populární F. Dittrich, ale značný vliv na ustavení společnosti měl i tehdejší pražský purkmistr dr. Václav Bělský. Svého zástupce na zasedání přípravného výboru vyslal i jeden z nejschopnějších českých podnikatelů, bývalý plavec Vojtěch Lanna starší.

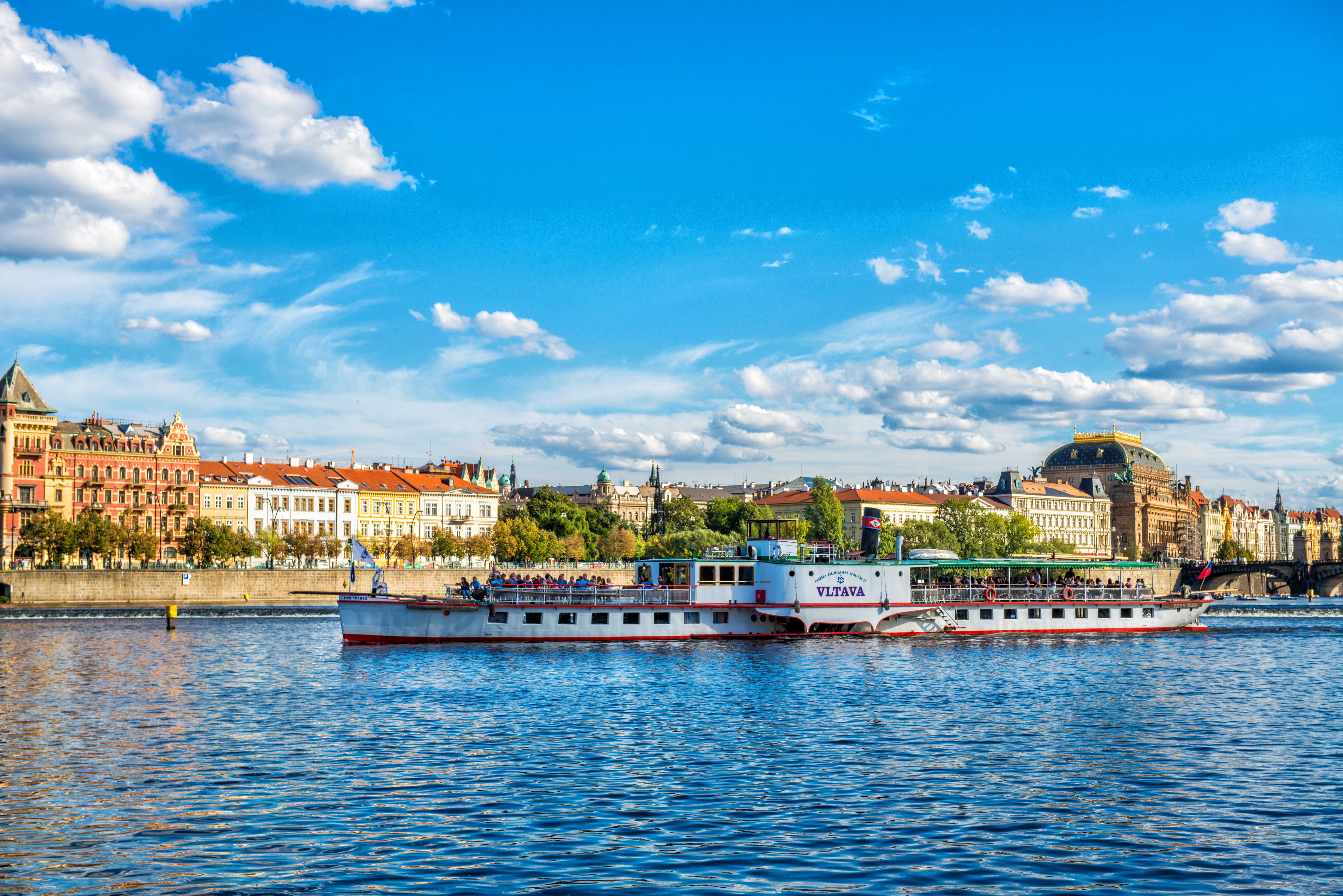
Parník Vltava v Praze na Vltavě.

Dne 15. srpna 1865 byla podniknuta první zkušební plavba a 25. srpna 1865 byla zahájena parníkem Praha (Prag) osobní lodní doprava na Vltavě mezi Prahou a Štěchovicemi. Protože se v Praze nepodařilo zajistit školeného kapitána, byl v předstihu PPS požádán děčínský kapitán A. Stolz o vyškolení posádky a kapitána. Prvním kapitánem se stal syn Dittricha, František. Druhý parník společnosti z roku 1866, byl Vyšehrad, který sloužil téměř neuvěřitelných 90 let a byl vyřazen z provozu až roku 1953. Rovněž i v tomto případě zde figuroval děčínský A. Stolz, který zaučil štěchovického rodáka a plavce J. Tateru jako kapitána na druhé lodi PPS. Jen pro zajímavost, v konečné zastávce na lodní trase Praha-Slapy v Třebenicích slouží pro výletníky známý hostinec "U Taterů". Původní loď Vyšehrad není totožná s dnešním parníkem Vyšehrad, projektovaný ing. Hussem a vyrobeným v Ústí nad Labem v roce 1938. Druhý a poslední kolesový parník, který je v provozu, je parník Vltava, postavený v Praze Libni v roce 1940. PPS mívala sídlo v dnes již zaniklém domě čp. 192 v Karlínském přístavu.

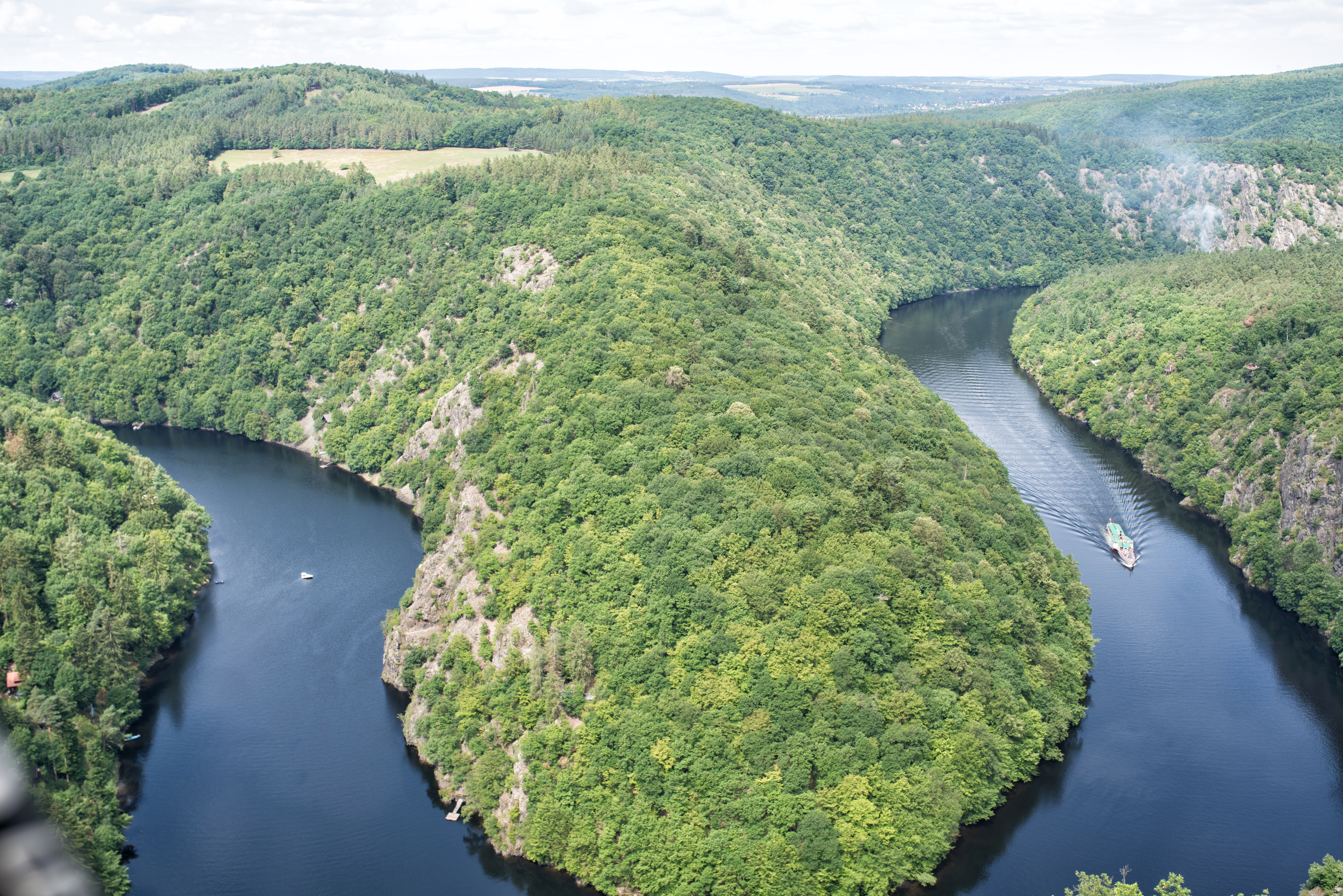
Parník Vltava během plavby na Slapy.

V roce 1898 dne 19. května, došlo k tragické nehodě, když vybuchl kotel na parníku František Josef I., který se následně na Vltavě potopil. Při nehodě zahynuly tři osoby. Tato událost se logicky podepsala na počtu přepravených osob, neboť jak dokládají přepravní statistiky, poklesl počet cestujících až o 13 procent. Nicméně na další roky neměla tato událost prakticky žádný vliv. Hranice 1 milionu přepravených osob ročně byla překročena již v roce 1893 a nebýt nešťastné události s výbuchem, jistě by stoupala i nadále. Od roku 1910 lze pozorovat zvyšující se počet cestujících, a to i přes válečné roky 1914–1918.
Po skončení I. světové války je možné pozorovat strmý nárůst počtu cestujících. Již v roce 1920 přesáhl počet přepravených osob 2 miliony a v následujícím roce 1921 to bylo 2,1 milionu. V mezidobí 20. a 30. let disponovala PPS zhruba 30 loděmi a jejich počty stoupaly. Ruku v ruce s tímto progresivním trendem, se na vltavské trase objevuje pozoruhodný fenomén českého meziválečného období – trempink. Díky tomu, že plavební trasa vedla do nejhezčích míst vltavského toku, obrátila na sebe velmi rychle pozornost. Třebaže do Davle již existovalo spolehlivé vlakové spojení, byla další cesta až pod Svatojanské proudy možná pouze lodí.
Ve třicátých letech 20. století se firma dostala do finančních potíží a majetkový podíl v ní získal stát, později hlavní město Praha. Tyto problémy nebyly zaviněny špatným vedením firmy. Do těchto problémů se PPS dostala, stejně jako stovky dalších, v souvislosti se světovou hospodářskou krizí v letech 1929–1933. Počet cestujících začal rapidně ubývat, takže již kolem roku 1930 bylo přepraveno pouhých 650 tisíc. Propad počtu cestujících trval až do roku 1936, kdy celoroční suma přepravených osob činila pouhých 145 tisíc. Nicméně ekonomická situace země se lepšila a bylo to znát i na trvale se zvyšujícím zájmu o plavby.
Třebaže měl tento pozitivní vývoj podobnou tendenci jako počátkem 20. let 20. století, rostla zde i hrozba německé agrese vůči ČSR. Paradoxně ovšem působí ta skutečnost, že počet klientů PPS kulminuje před polovinou 40. let 20. století (923 tisíc – 1944), bez ohledu na to, že šlo o vrcholící střet válečných událostí. Podobný efekt bylo možné pozorovat i v době I. světové války.
Od 1. ledna 1961 byla osobní lodní doprava začleněna do Dopravních podniků hlavního města Prahy. Jako závod Osobní lodní doprava byla v osmdesátých letech dvacátého století stejně jako taxislužba závodem koncernového podniku Dopravní služby, který byl součástí pražských Dopravních podniků. Zaměstnanci Dopravního podniku měli při plavbě poloviční slevu. Na lodích byly vydávány jízdenky ze strojků Setright, obdobné jako v autobusech ČSAD.
V roce 1992 byla privatizována a vrátila se k původnímu názvu Pražská paroplavební společnost. V roce 2002 byla podle Obchodního rejstříku jejím jediným akcionářem společnost Evropská vodní doprava s. r. o.

## Doprava
Podrobněji v článku Osobní vodní doprava na Vltavě, kapitola Dolní Vltava.

V minulosti měla osobní lodní doprava na Vltavě nezanedbatelný dopravní význam, zejména dokud ještě v některých úsecích nevedly podél řeky dnešní silnice a železniční tratě. Největší dopravní výkony měla vltavská osobní lodní doprava koncem 19. století a ve 20. a 40. letech 20. století. Dnes mají linky Pražské paroplavební společnosti téměř výhradně rekreační význam jako atrakce, čemuž odpovídají i ceny jízdného. 

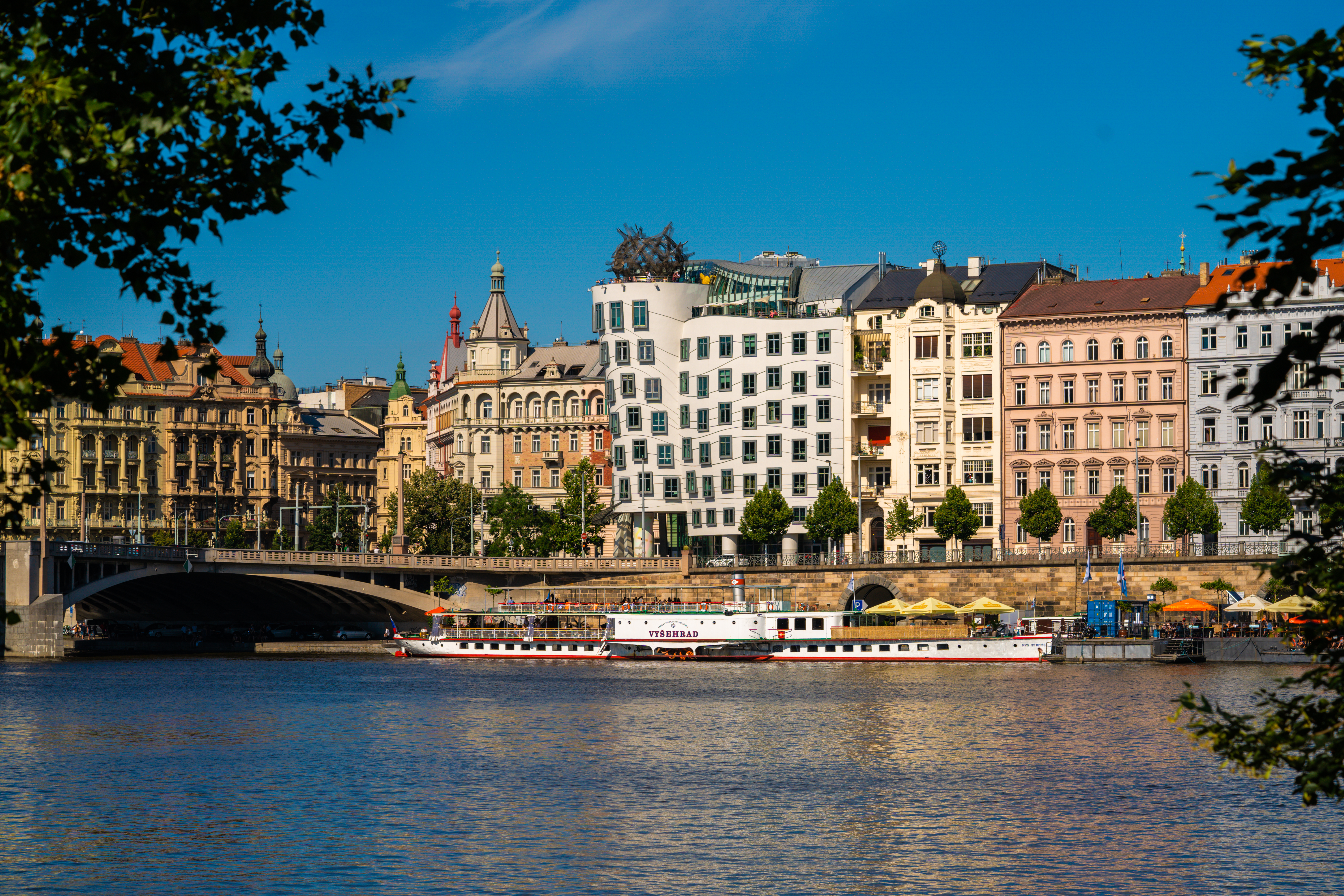
Parník Vyšehrad kotví na Rašínově nábřeží u Jiráskova mostu.

Pražská paroplavební společnost provozuje linkovou lodní dopravu do pražské zoo na trase Praha – Troja, a to v létě několik párů spojů denně, na jaře a na podzim jen o volných dnech. V letní sezóně o volných dnech se pluje plavba na Slapy jednou denně z Prahy do Třebenic a zpět, a to buď motorovou lodí nebo historickým parníkem Vltava. Několikrát ročně se též koná linková plavba historickým parníkem Vltava z Prahy do Mělníka. V minulosti byly několikrát lodě využity k náhradní dopravě za přerušenou pozemní dopravu, například v letech 1975 a 1982 kolem vyšehradské skály a v roce 2005 z Davle do Štěchovic. V některých obdobích historie PPS provozovala plavbu po Labi do Hřenska, případně až do Bad Schandau, na střední Labe až do Nymburka.
PPS spolu se společností Prague Boats s.r.o. koná i pravidelné okružní plavby Prahou. Hodinová plavba Prahou se pluje v sezoně denně a mimo sezonu o víkendech, Velká plavba Prahou dokonce dvakrát denně celý rok. Mezi celoroční plavby, které se plují denně, patří také Křišťálová večeře, Oběd na lodi a Večeře na lodi a další vyhlídkové i speciální plavby.
Hlavní přístaviště má PPS na Rašínově nábřeží mezi Palackého a Jiráskovým mostem, ale mnoho plaveb vyplouvá též z přístaviště Prague Boats na Dvořákově nábřeží u Čechova mostu.
Od 7. srpna 2015 provozuje PPS v rámci Pražské integrované dopravy sezónní přívoz P7 (Pražská tržnice – Štvanice – Karlín-Rohanský ostrov), dále přívoz P4 (mezi Velkou Chuchlí a rozhraním Modřan a Hodkoviček). V období po pádu Trojské lávky zavedla PPS též přívoz P8, který spojoval Troju s Císařským ostrovem. Po otevření nové Trojské lávky byl přívoz P8 uzavřen.

## Lodě
Prvními parníky PPS byla Praha z roku 1865 a Vyšehrad z roku 1866. Další parníky dodávala především pražská Rustonova loděnice, v té době jedna z největších rakouských loděnic, a do konce 80. let 19. století vybudovala PPS poměrně velký lodní park, který postupně obměňovala. Poslední parníky společnost získala ve 40. letech, z nich jsou v provozu ještě dva: Vyšehrad (původní Děvín) a od roku 2009 po tříleté rekonstrukci také Vltava ve své původní podobě.
Dále PPS spolu se společností Prague Boats s.r.o. provozuje osobní motorové lodě Lužnice, Odra, Andante, Valencia, Danubio, Cecílie, ale také moderní ekologické lodě Grand Bohemia, Bohemia Rhapsody, Agnes de Bohemia. Ve flotile plují i menší lodě, které jsou určeny zejména pro plavby okolo Kampy a do Čertovky – Elektronemo, Mistr Jan Hus, Šemík, Horymír, Elvíra nebo Bivoj. 

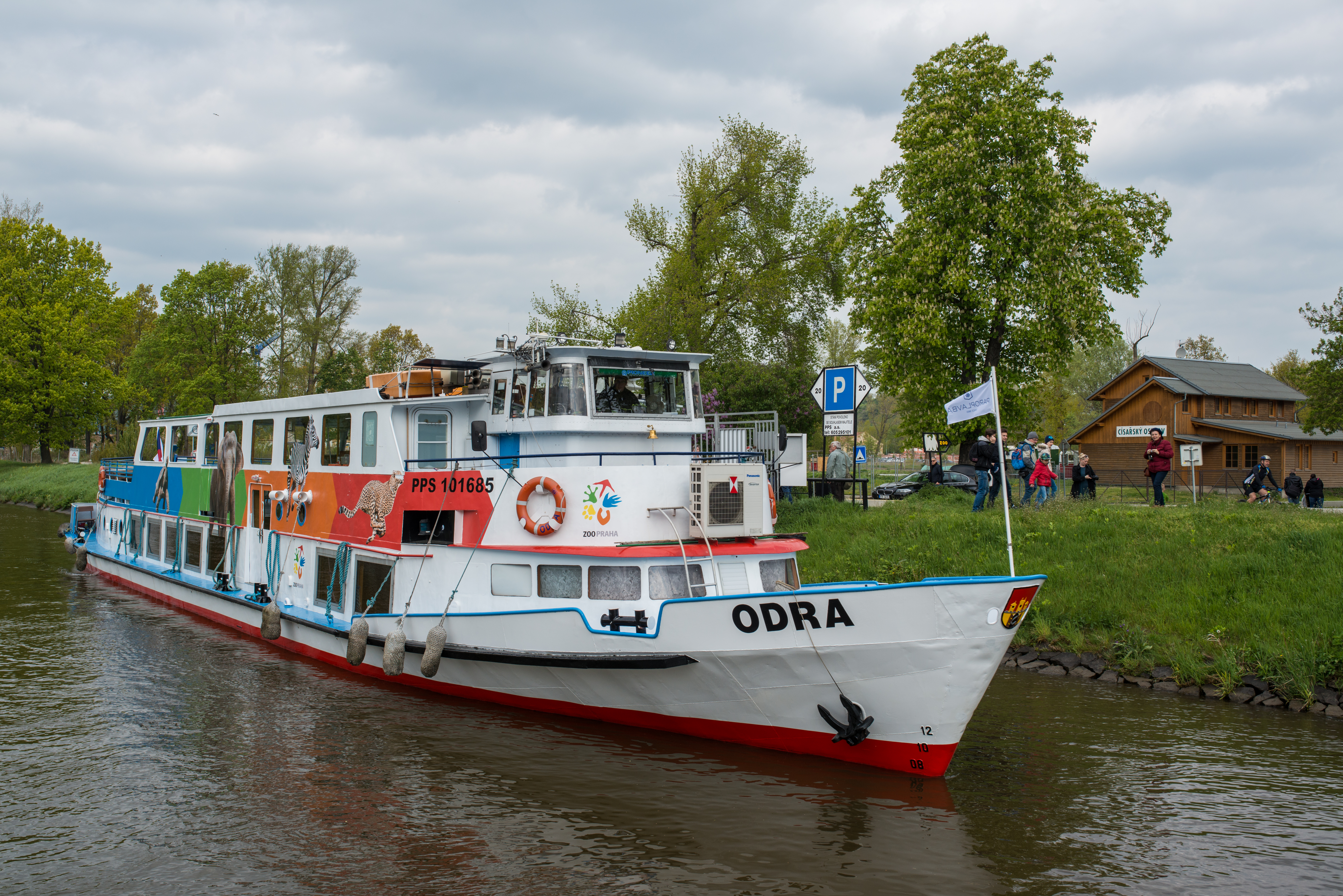
Loď Odra na plavbě do zoo – Císařský ostrov

Pro linkovou plavbu do pražské zoo používá společnost motorovou loď Odra. Parník Vltava je nasazován zejména na příležitostné linkové plavby z Prahy do Mělníka nebo z Prahy na Slapy. Druhý historický parník Vyšehrad kotví na Rašínově nábřeží a slouží jako restaurační loď.
Pro přívoz P7 si PPS pořídila katamarán HolKa.